# Klövsjön, Södermanland
Klövsjön är en sjö i Gnesta kommun i Södermanland och ingår i Trosaåns huvudavrinningsområde. Sjön har en area på 0,117 kvadratkilometer och ligger 61,1 meter över havet.

## Delavrinningsområde
Klövsjön ingår i det delavrinningsområde (656234-156751) som SMHI kallar för Utloppet av Klövsjön. Medelhöjden är 68 meter över havet och ytan är 0,58 kvadratkilometer. Det finns inga avrinningsområden uppströms utan avrinningsområdet är högsta punkten. Vattendraget som avvattnar avrinningsområdet har biflödesordning 2, vilket innebär att vattnet flödar genom totalt 2 vattendrag innan det når havet efter 65 kilometer. Avrinningsområdet består mestadels av skog (79 procent). Avrinningsområdet har 0,12 kvadratkilometer vattenytor vilket ger det en sjöprocent på 19,9 procent.